# Göran Nicklasson
Göran Nicklasson (20 de agosto de 1942 – 27 de janeiro de 2018) foi um ex-futebolista sueco que atuava como meio-campo.

## Carreira
Nicklasson competiu na Copa do Mundo de 1970, sediada no México, na qual a seleção de seu país terminou na nona colocação dentre os 16 participantes.